# Pic de l'Espasa
El Pic de l'Espasa és una muntanya de 1.531 metres que es troba entre els municipis de Farrera i de Llavorsí, a la comarca del Pallars Sobirà.